# Västandinsk smaragd
Västandinsk smaragd (Chlorostilbon melanorhynchus) är en fågel i familjen kolibrier.

## Utseende och läte
Västandinsk smaragd är en liten kolibri med kort och rak näbb. Hanen är helt glänsande i smaragdgrönt, med mörkblå stjärt. Honan är grön ovan och ljusgrå under, med mörk kind och ett vitt streck bakom ögat. Båda könen är mycket lika blåstjärtad smaragd, men dessa överlappar inte i utbredningsområde.

## Utbredning och systematik
Västandinsk smaragd behandlas antingen som monotypisk eller delas in i två underarter:
- C. m. melanorhynchus – förekommer i Anderna i sydvästra Colombia (Nariño) och västra Ecuador
- C. m. pumilus – förekommer i kustområden i västra Colombia och västra Ecuador

Vissa behandlar den som underart till blåstjärtad smaragd.

## Levnadssätt
Västandinsk smaragd hittas i rätt öppna och torra miljöer eller skogsbryn, vanligen på 600–1000 meters höjd, dock lokalt högre i dalar i Anderna. Den ses vanligen enstaka, födosökande lågt till medelhögt i skogsbryn eller trädgårdar, då gärna vid kolibrimatningar.

## Status
IUCN erkänner den inte som art, varför den inte placeras i någon egen hotkategori.

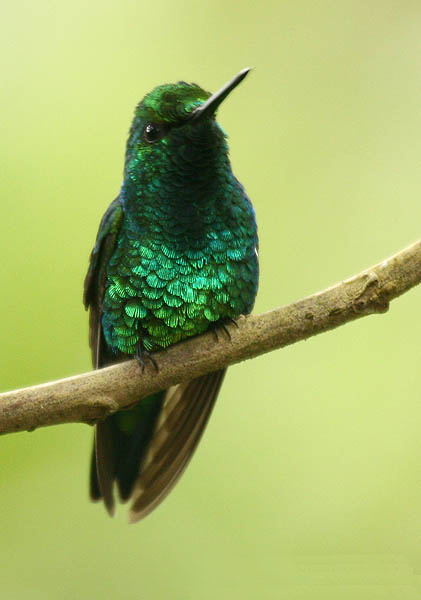